# ماری جکسون (هنرپیشه)
ماری جکسون (انگلیسی: Mary Jackson؛ ۲۲ نوامبر ۱۹۱۰ – ۱۰ دسامبر ۲۰۰۵) یک هنرپیشه اهل ایالات متحده آمریکا بود.
از فیلم‌های او می‌توان به آدری رز اشاره کرد.